# Норвегия на «Евровидении-2009»
Норвегия была представлена на конкурсе песни «Евровидение-2009» певцом белорусского происхождения Александром Рыбаком, исполнявшим песню «Fairytale». Для выбора представителя телерадиокомпания NRK организовала большой национальный конкурс под названием «Melodi Grand Prix», победитель которого получал право выступить на Евровидении. В этом национальном отборочном конкурсе участвовали 21 конкурсанта, из которых 8 вышли в большой финал, проведённый 21 февраля 2009 года. В первом раунде участвовали 8 исполнителей, четыре из которых участвовали в суперфинале: победитель суперфинала ехал на Евровидение. Александр Рыбак со своей песней «Fairytale» одержал победу в финале по итогам голосования четырёх региональных жюри и голосования телезрителей.
В канун Евровидения-2009 Александр Рыбак назывался его главным фаворитом как по версии букмекерских контор и музыкальных критиков, так и по версии фан-клубов Евровидения и различных любительских сайтов, посвящённых Евровидению. Александр выступил во втором полуфинале конкурса под 6-м порядковым номером среди 19 участников и вышел в финал, выиграв голосование среди телезрителей и жюри. В финале из 25 участников он выступал под 20-м порядковым номером и одержал единогласную победу, набрав рекордные по тем меркам 387 очков. Для Норвегии эта победа стала третьей в истории: страна выигрывала конкурс прежде в 1985 и 1995 годах.

## Предыстория
К началу 2009 года в активе Норвегии было 47 выступлений на конкурсе песни «Евровидение»: её дебют состоялся в 1960 году. В активе Норвегии было две победы: в 1985 году группа Bobbysocks! выиграла конкурс с песней «La det swinge», а спустя 10 лет, в 1995 году победила группа Secret Garden с песней «Nocturne». В то же время Норвегия занимала 10 раз последнее место на конкурсе, причём 4 раза она не набирала ни единого балла в ходе голосования. С момента введения полуфиналов Норвегия выходила дважды в Топ-10 конкурса: в 2005 году 9-е место заняла группа Wig Wam, в 2008 году 5-е место заняла Мария Хёукос Сторенг.
Телерадиокомпания NRK не только отвечает за трансляцию конкурса в прямом эфире для Норвегии, но является организатором ежегодного музыкального конкурса Melodi Grand Prix, который также является и национальным отборочным конкурсом Норвегии на Евровидение. 9 июня 2008 года Норвегия подтвердила своё участие в Евровидении-2009, анонсировав снова выбор участника для Евровидения по итогам проведения Melodi Grand Prix.

## Национальный отбор

### Правила
В 47-м музыкальном конкурсе Melodi Grand Prix, который также играл роль норвежского национального отбора на Евровидение, приняла участие 21 песня. Отборочный конкурс начался 24 января и завершился финальным концертом 21 февраля 2009 года, по итогам которого и определялся норвежский представитель на Евровидении. Ведущими шоу были Пер Сунднес и Мария Хёукос Сторенг. Все выпуски Melodi Grand Prix были показаны в прямом эфире телеканала NRK1, а также транслировались на официальном сайте телерадиокомпании NRK nrk.no и на официальном сайте Евровидения eurovision.tv.
Всего вышло пять выпусков: 24 января, 31 января и 7 февраля состоялись три полуфинала, 14 февраля прошёл утешительный раунд «Последний шанс» (норв. Siste Sjansen), а финал был назначен на 21 февраля 2009 года. В каждом полуфинале были исполнены по семь песен: две лучшие песни сразу выходили в финал, в то время как занявшие 3-е и 4-е места песни отправлялись в раунд «Последний шанс». Также в «Последний шанс» могли попасть ещё две песни из числа худших песен полуфинала: одну из них выбирали на сайте газеты Verdens Gang с 7 по 9 февраля, а второй становилась та, которая набрала больше всех зрительских голосов по итогам всех полуфиналов. В раунде «Последний шанс» определялись ещё два финалиста. В полуфиналах и раунде «Последний шанс» победителей выбирали исключительно телезрители, звоня по телефонным номерам или отправляя СМС-сообщения, а в финале победителя и представителя Норвегии на Евровидении определяли телезрители вместе с жюри. В полуфинале у телезрителей было право голосовать за исполнителя за сутки до выхода шоу.

### Участники
NRK принимала заявки на участие с 9 июня по 1 сентября 2008 года. Согласно новым правилам, каждый из участников должен был либо иметь гражданство Норвегии, либо постоянно проживать в Норвегии, чтобы иметь право выступить. Иностранные авторы могли участвовать в составлении песни, однако больше половины вклада в создание песни должен был вносить норвежский автор. Исполнителей для песен NRK выбирал, консультируясь с авторами песен; также у компании было право пригласить конкретных певцов и авторов песен для участия в конкурсе. Всего было подано свыше 350 заявок. Изначально участников должно было быть 18, но 17 декабря 2008 года их число расширили до 21.
10 и 17 декабря 2008 года были оглашены названия 21 песни, которая примет участие в конкурсе. 22 и 29 декабря 2008 года, а также 5 января 2009 года были оглашены имена участников каждого из трёх полуфиналов: среди участников оказалась и Венке Мюре, которая в 1968 году выступала на Евровидении от ФРГ. Все песни официально попали в радиоротацию и были выпущены в формате digital download 9 января 2009 года, а 19 января был анонсирован выход альбома со всеми песнями Melodi Grand Prix.
| Исполнитель                  | Песня                    | Авторы                                                                  |
| ---------------------------- | ------------------------ | ----------------------------------------------------------------------- |
| Александр Рыбак              | Fairytale                | Александр Рыбак                                                         |
| Александр Стенеруд           | Find My Girl             | Александр Стенеруд                                                      |
| Charite                      | Sweeter Than a Kiss      | Кристиан Ингебригтсен, Лайла Самуэльсен                                 |
| Chicas del Coro              | Men, Men, Men!           | Хильде Марстрандер                                                      |
| Espen Hana                   | Two of a Kind            | Тронд Андреассен, Кристиан Блум                                         |
| Foxy                         | Do It Again              | Ханне Сёрвог, Гарри Соммердаль                                          |
| Яне Хелен                    | Shuffled                 | Яне Хелен, Кристин Литл                                                 |
| Янни Сантиллан               | (Like You Did) Yesterday | Янни Сантиллан                                                          |
| Юлиус Вингер                 | Like an Angel            | Юлиус Вингер, Уле Йорген Ольсен                                         |
| KeSera feat. Анита Хегерланн | Party                    | Робин Нордаль, Томас Юэль, KeSera                                       |
| Ови                          | Seven Seconds            | Симоне Ларсен, Симен Эриксруд                                           |
| Publiners                    | Te stein                 | Бертиль Бертельсен, Олав Нюгор, Мортен Хорн, Ронни Бертельсен           |
| Rebelettes                   | Soul Train               | Rebelettes                                                              |
| Сишель                       | Left/Right               | Матс Ли Скоре                                                           |
| Sunny                        | Carrie                   | Сольгунн Ивана, Ханс Петтер Осеруд                                      |
| Surferosa                    | U Look Good              | Surferosa, Ларс-Эрик Вестбю, Марианн Томассен                           |
| Томас Брёндбо                | Det vart en storm        | Свейн Гундерсен, Рольф Моккельбост                                      |
| Тине Вульфф                  | Ride                     | Марте Вульфф                                                            |
| Тоне Дамли Оберге            | Butterflies              | Дэвид Эриксен, Билли Бёрнетт, Тоне Дамли Оберге, Матс Ли Скоре          |
| Velvet Inc.                  | Tricky                   | Ханне Сёрвог, Никлас Бергвалль, Никлас Кингс                            |
| Венке Мюре                   | Alt har en mening nå     | Томас Тёрхнольм, Михаэль Клаусс, Данне Аттлеруд, Ян Винсент Йоханнессен |

### Полуфиналы
Первый полуфинал прошёл 24 января в городе Конгсвингер в концертном зале Konsvinger Hall. Были выявлены два победителя полуфинала и два участника утешительного раунда.
| Номер | Исполнитель                  | Песня               | Итог           |
| ----- | ---------------------------- | ------------------- | -------------- |
| 1     | Surferosa                    | U Look Good         | Последний шанс |
| 2     | Chicas del Coro              | Men, Men, Men!      | Выбывание      |
| 3     | KeSera feat. Анита Хегерланн | Party               | Последний шанс |
| 4     | Espen Hana                   | Two of a Kind       | Последний шанс |
| 5     | Charite                      | Sweeter Than a Kiss | Выбывание      |
| 6     | Томас Брёндбо                | Det vart en storm   | Финал          |
| 7     | Velvet                       | Tricky              | Финал          |

Второй полуфинал прошёл 31 января в городе Будё в концертном зале Будё Спектрум. Были выявлены два победителя полуфинала и два участника утешительного раунда.
| Номер | Исполнитель        | Песня                    | Итог           |
| ----- | ------------------ | ------------------------ | -------------- |
| 1     | Венке Мюре         | Alt har en mening nå     | Выбывание      |
| 2     | Publiners          | Te stein                 | Последний шанс |
| 3     | Тине Вульфф        | Ride                     | Выбывание      |
| 4     | Александр Стенеруд | Find My Girl             | Финал          |
| 5     | Янни Сантиллан     | (Like You Did) Yesterday | Последний шанс |
| 6     | Юлиус Вингер       | Like an Angel            | Выбывание      |
| 7     | Тоне Дамли Оберге  | Butterflies              | Финал          |

Третий полуфинал прошёл 7 февраля в городе Шиен в концертном зале Шьиен Фритидспарк. Были выявлены два победителя полуфинала и два участника утешительного раунда. В интервал-акте выступила трёхкратная участница Евровидения (1977, 1979 и 1982 годы) Анита Скурган с песней «Oliver», звучавшей в 1979 году.
9 февраля 2009 года NRK огласила имена двух дополнительных участников утешительного раунда «Второй шанс»: туда были включены KeSera и Анита Хегерланн благодаря максимальному количеству зрительских голосов, а также Foxy благодаря итогам голосования на сайте газеты Verdens Gang.
| Draw | Artist          | Song          | Result         |
| ---- | --------------- | ------------- | -------------- |
| 1    | Сишель          | Left/Right    | Выбывание      |
| 2    | Rebelettes      | Soul Train    | Выбывание      |
| 3    | Ови             | Seven Seconds | Финал          |
| 4    | Яне Хелен       | Shuffled      | Последний шанс |
| 5    | Foxy            | Do It Again   | Последний шанс |
| 6    | Sunny           | Carrie        | Последний шанс |
| 7    | Александр Рыбак | Fairytale     | Финал          |

### Последний шанс
14 февраля 2009 года в Олесунне в концертном зале «Суннмёрсхаллен» (норв. Sunnmørshallen) состоялся раунд «Последний шанс» (норв. Siste Sjansen), куда попали шесть песен, занявших в полуфиналах 3-е и 4-е места, и две выбранные дополнительно песни. В первом раунде исполнители в формате дуэли сражались друг против друга, исполняя песню, и четыре победителя дуэлей выходили во второй этап. Во втором этапе четыре победителя снова сражались в формате дуэли: победители дуэлей выходили в финал всего национального отбора
| Дуэль | Номер | Исполнитель                  | Песня                    | Итог         |
| ----- | ----- | ---------------------------- | ------------------------ | ------------ |
| I     | 1     | KeSera feat. Анита Хегерланн | Party                    | Выбывание    |
| I     | 2     | Espen Hana                   | Two of a Kind            | Второй раунд |
| II    | 3     | Янни Сантиллан               | (Like You Did) Yesterday | Выбывание    |
| II    | 4     | Surferosa                    | U Look Good              | Второй раунд |
| III   | 5     | Sunny                        | Carrie                   | Выбывание    |
| III   | 6     | Publiners                    | Te stein                 | Второй раунд |
| IV    | 7     | Foxy                         | Do It Again              | Выбывание    |
| IV    | 8     | Яне Хелен                    | Shuffled                 | Второй раунд |

| Дуэль | Номер | Исполнитель | Песня         | Итог      |
| ----- | ----- | ----------- | ------------- | --------- |
| I     | 1     | Espen Hana  | Two of a Kind | Финал     |
| I     | 2     | Surferosa   | U Look Good   | Выбывание |
| II    | 1     | Publiners   | Te stein      | Финал     |
| II    | 2     | Яне Хелен   | Shuffled      | Выбывание |

### Финал отбора
21 февраля 2009 года в Осло в концертном зале «Осло Спектрум» состоялся финал Melodi Grand Prix. Вышедшая в финал группа Velvet сменила название на Velvet Inc., чтобы избежать путаницы с одноимённой шведской певицей, которая участвовала в шведском национальном отборе.
Финал проходил в два этапа, и на первом этапе с помощью телезрителей определялись четыре лучшие песни, выходившие во второй этап, носивший название «золотой финал» (суперфинал). В суперфинале четыре региональных жюри из городов, которые принимали три полуфинала и утешительный финал, определяли лучших исполнителей, выставляя им условные баллы (2000 баллов, 4000 баллов, 6000 баллов и 8000 баллов). Затем оглашались результаты телефонного голосования: количество звонков и СМС приплюсовывалось к баллам, отданным жюри. Победителем финала стал Александр Рыбак, который получил 715 888 голосов телезрителей и стал лучшим по версии каждого из жюри (32 000 баллов). В интервал-акте выступила ведущая отбора Мария Хёйкос Сторенг с собственным номером.
| Номер | Исполнитель        | Песня             | Результаты |
| ----- | ------------------ | ----------------- | ---------- |
| 1     | Espen Hana         | Two of a Kind     | Выбывание  |
| 2     | Ови                | Seven Seconds     | Выбывание  |
| 3     | Publiners          | Te stein          | Суперфинал |
| 4     | Александр Стенеруд | Find My Girl      | Суперфинал |
| 5     | Velvet Inc.        | Tricky            | Выбывание  |
| 6     | Александр Рыбак    | Fairytale         | Суперфинал |
| 7     | Томас Брёндбо      | Det vart en storm | Выбывание  |
| 8     | Тоне Дамли Оберге  | Butterflies       | Суперфинал |

| Номер | Исполнитель        | Песня        | Жюри   | Зрители | Итого   | Место |
| ----- | ------------------ | ------------ | ------ | ------- | ------- | ----- |
| 1     | Publiners          | Te stein     | 12 000 | 50 683  | 62 683  | 4     |
| 2     | Александр Стенеруд | Find My Girl | 14 000 | 59 080  | 73 080  | 3     |
| 3     | Александр Рыбак    | Fairytale    | 32 000 | 715 888 | 747 888 | 1     |
| 4     | Тоне Дамли Оберге  | Butterflies  | 22 000 | 99 850  | 121 850 | 2     |

### Подробности финального голосования
| Номер                                                                                                   | Песня         | Конгсвингер | Будё | Гренланд | Олесунн | Итого |
| --- | ------------- | ----------- | ---- | -------- | ------- | ----- |
| 1 | Te stein      | 2000        | 6000 | 2000     | 2000    | 12000 |
| 2 | Find My Girl  | 4000        | 2000 | 4000     | 4000    | 14000 |
| 3 | Fairytale     | 8000        | 8000 | 8000     | 8000    | 32000 |
| 4 | "Butterflies" | 6000        | 4000 | 6000     | 6000    | 22000 |
| Глашатаи                                                                                                |               |             |      |          |         |       |
| - Конгсвингер – Кейт Гулдбрандсен - Будё – Гури Шанке - Гренланд – Ханне Хофтун - Олесунн – Инге Сольмо |               |             |      |          |         |       |

| Номер | Песня        | Север | Запад | Центр  | Юг     | Восток  | Итого   |
| --- | ------------ | ----- | ----- | ------ | ------ | ------- | ------- |
| 1 | Te stein     | 6630  | 3702  | 8945   | 7937   | 23,469  | 50,683  |
| 2 | Find My Girl | 3790  | 5432  | 8135   | 10993  | 30,730  | 59,080  |
| 3 | Fairytale    | 42211 | 60679 | 101381 | 132683 | 378,934 | 715,888 |
| 4 | Butterflies  | 5631  | 9698  | 16040  | 18829  | 49,658  | 99,850  |
| Глашатаи |              |       |       |        |        |         |         |
| - Северная Норвегия – Халлворд Холмен - Западная Норвегия – Стиг ван Эйк - Центральная Норвегия – Альф Гуннар Нильсен - Южная Норвегия – Торстейн Сёдал - Восточная Норвегия – Кнут Андерс Сёрум |              |       |       |        |        |         |         |

### Телерейтинги
| Этап             | Дата            | Зрителей, млн. | Источник |
| ---------------- | --------------- | -------------- | -------- |
| Первый полуфинал | 24 января 2009  | 1,032          | [ 28 ]   |
| Второй полуфинал | 31 января 2009  | 1,085          | [ 28 ]   |
| Третий полуфинал | 7 февраля 2009  | 1,010          | [ 28 ]   |
| Последний шанс   | 14 февраля 2009 | 1,028          | [ 28 ]   |
| Финал            | 21 февраля 2009 | 1,519          | [ 29 ]   |

## Выбранный участник
Александр Игоревич Рыбак родился 13 мая 1986 года в Минске: его мать Наталья была пианисткой, а отец Игорь — скрипачом. Семья переехала в Норвегию, когда Александру было 4 года: он вырос в городе Нессоден недалеко от Осло. С 5 лет Александр играл на скрипке и фортепиано, сочиняя собственные песни и выступая с концертами. Среди артистов, с которыми выступал Александр, были Арве Теллефсен, Мортен Харкет, Ханне Крог и Knutsen & Ludvigsen. Александр выступал в норвежской версии шоу Pop Idol, выйдя в полуфинал, а в 2006 году выступил с песней «Foolin'» на норвежском шоу талантов «Kjempesjansen» и одержал там победу.
Александр выступал с известным скрипачом Пинхасом Цукерманом, был удостоен премии Андерса Яре в области культуры и искусств и стал концертмейстером симфонического молодёжного оркестра Ung Symfoni в Бергене. В 2007 году в театре Oslo Nye он сыграл роль скрипача в постановке «Скрипач на крыше». Его кумирами являются Стинг, The Beatles и Вольфганг Амадей Моцарт. Конкурсная песня «Fairytale», по его словам, появилась благодаря мелодии в фольклорном стиле, которую сочинил Александр, а позже он составил текст для песни и решил выступить с ней на Евровидении.

## Промотур
14 марта 2009 года вышел видеоклип на песню «Fairytale», представлявший собой кадры выступления Рыбака на Melodi Grand Prix. Популярность Рыбака была настолько высока, что множество звукозаписывающих студий уже начали предлагать Рыбаку контракты. Менеджер музыканта Катрине Сюннес Финског сообщала, что Рыбак заключил контракты с лейблами EMI в Норвегии, Дании и Финляндии, отделениями Universal в Греции и на Кипре, а также на шведской Lionheart. Также Рыбак вёл активные переговоры о подписании контракта с Universal Russia, что позволило бы выпустить его песни в странах СНГ. В то же время промотур Александра Рыбака откладывался в связи с тем, что Рыбак сконцентрировался на записи своего альбома.
6 апреля 2009 года Рыбак выступил в качестве приглашённого гостя на концерте норвежской певицы, четырёхкратной участницы Евровидения Элизабет Андреассен в концертном зале Осло. В России Рыбак обрёл популярность после выхода на НТВ выпуска сюжета в рамках программы «Главный герой» (репортаж Алексея Симахина). Свой первый визит в рамках промотура Александр нанёс в Швецию, встретившись с представителями лейбла Lionheart и дав интервью ряду СМИ. Также он встретился с испанской певицей Сорайей и украинкой Светланой Лободой. Также его популярность достигла США: сюжеты о Рыбаке вышли в Шоу Опры Уинфри и шоу талантов The World's Got Talent.

## Прогнозы выступления
Успех конкурсной песни «Fairytale» оказался настолько большим, что она возглавила норвежский хит-парад VG-Lista ещё до победы на самом Melodi Grand Prix, а после завершения Melodi Grand Prix Александр Рыбак стал явным фаворитом Евровидения по версии букмекеров, которые предсказывали Рыбаку победу в Москве, и не уступал эти позиции вплоть до самого финала. По состоянию на 7 апреля 2009 года букмекерская контора Paddy Power ставила Александра на первое место среди фаворитов; в этом же месяце его в качестве фаворита конкурса назвали конторы Bet365 и William Hill. Рыбак лидировал не только в опросах множества сайтов фанатов Евровидения, но и по итогам голосования фан-клубов OGAE в Европе и других странах мира.
В норвежской прессе утверждали, что заключённые Александром контракты с лейблами обеспечили ему популярность и статус фаворита конкурса. Так, директор радио P3 Хокон Мослет назвал контракты и передачу прав звукозаписывающим студиям на выпуск песен «хорошим стартом» и «индикатором потенциала» Александра в финале Евровидения. Менеджер по связям с общественностью компании Burson-Marsteller Руне Морк Вергеланд утверждал, что профессионалы в шоу-бизнесе уже могут считать Александра фаворитом в финале, так как сообщений о том, что кто-то ещё из финалистов заключил контракты с ведущими студиями, не поступало.
Конкурсную песню Александра Рыбака и песни других исполнителей оценивал русскоязычный интернет-проект «Евровидение-Казахстан», выставляя оценки по 10-балльной шкале. Автор проекта Андрей Михеев выделил инструментальную составляющую, назвав её хорошей смесью поп-фольклорных мотивов. Отмечая статус Рыбака как фаворита всего конкурса, он иронично заметил, что вся фишка выступления заключалась лишь в «непосредственности участника уровня Детского Евровидения, для которого подошёл бы и весь номер». По 10-балльной шкале он выставил следующие оценки:

- Музыка: Хорошая смесь поп-фольклорных мотивов, очень запоминающися вариант. 9/10
- Текст: Банальная история, сначала он её бросил, а потом одумался. 7/10
- Вокал: Вся фишка только в непосредственности участника. Уровня Детского Евровидения... 7/10
- Итог: ... для которого подошёл бы и весь номер. Ещё маленьких балерин туда, и готовый победитель Детского. На данный момент — главный фаворит Евровидения 2009, истерия зашкаливает. Интересно одно — сколько стран будет играть на скрипке в следующем году?

Подавляющее большинство фан-клубов OGAE, голосовавшие по традиционной для Евровидения 12-балльной системе, присудили песне Александра высшую оценку в виде 12 баллов, и к маю 2009 года его отрыв от занимавшей 2-е место французской певицы Патрисии Каас в этом голосовании уже был колоссальным. Председатель российского фан-клуба OGAE Антон Кулаков, оценивая песню для «Евровидения-Казахстан», не только выставил высшие баллы композиции, тексту песни и вокальным данным Рыбака, но и назвал Александра «фаворитом со всех сторон», который «берёт обаянием и не отпускает»:

- Музыка: Блестящая поп-тема с фольклорным элементом и блестящим проигрышем. 10/10
- Текст: Я проклят этой болью и любовью. Впечатляет. Влюбился в сказку и в качестве подарка его прокляли любовью. 10/10
- Вокал: Приплюсовав очарование и ту наглость, с которой он завоевывает ваше расположение – однозначное 10/10
- Итог: Ничего не знаю. Это фаворит со всех сторон. Он берет обаянием и не отпускает. 10/10

Перед самим конкурсом к своим фаворитам Александра Рыбака отнесла, в частности, шведская участница Малена Эрнман.

## Полуфинал
Оба полуфинала и финал конкурса показал в прямом эфире норвежский телеканал NRK1, комментатором шоу была Сюннёве Свабё, а результаты голосования от Норвегии оглашал Стиан Барснес-Симонсен. Свабё подверглась после конкурса разгромной критике, поскольку перекрикивала ведущих, которых норвежские телезрители вообще не слышали, и опускала неуместные шутки, из-за чего многие переключились на шведский SVT1. Директор NRK Сигурд Сандвин заявил, что речь ведущей не соответствовала требованиям, и обещал учесть это в дальнейшем при назначении ведущих для комментирования конкурса.
30 января 2009 года по итогам жеребьёвки стало известно, что Норвегия выступит во втором полуфинале, назначенном на 14 мая. 16 марта после ещё одной жеребьёвки Норвегия получила 6-й порядковый номер, под которым должна была выступить в полуфинале. Технические репетиции состоялись 5 и 7 мая, костюмированные репетиции — 13 и 14 мая. С Александром на сцене выступали бэк-вокалистки Карианне Хьернес и Йорунн Хауге, а также три танцора ансамбля Frikar — Халлгрим Хансегорд, Сигбьорн Руа и Торшелл Лунде. На самом шоу Александр появился в чёрном жилете, белой рубашке и чёрных брюках, играя на скрипке. На LED-экранах были изображены традиционные норвежские деревянные дома и полумесяц со звёздами. Сценическое выступление завершалось фейерверками.
По итогам полуфинала Норвегия прошла в финал ещё с 9 странами: Александр Рыбак стал лидером полуфинала, набрав 201 очко в голосовании. В Норвегии полуфинал посмотрели 1,206 млн человек (64% от всей аудитории).

### Голосование в полуфинале
| Очки      | Страна                                                              |
| --------- | ------------------------------------------------------------------- |
| 12 баллов | - Азербайджан - Дания - Эстония - Литва - Нидерланды - Испания      |
| 10 баллов | - Венгрия - Латвия - Молдова - Польша - Россия - Словакия - Украина |
| 8 баллов  | - Албания - Хорватия - Кипр - Греция - Ирландия - Сербия - Словения |
| 7 баллов  |                                                                     |
| 6 баллов  |                                                                     |
| 5 баллов  |                                                                     |
| 4 балла   |                                                                     |
| 3 балла   | Франция                                                             |
| 2 балла   |                                                                     |
| 1 балл    |                                                                     |

| Очки      | Страна      |
| --------- | ----------- |
| 12 баллов | Дания       |
| 10 баллов | Молдова     |
| 8 баллов  | Эстония     |
| 7 баллов  | Литва       |
| 6 баллов  | Азербайджан |
| 5 баллов  | Албания     |
| 4 балла   | Ирландия    |
| 3 балла   | Польша      |
| 2 балла   | Сербия      |
| 1 балл    | Греция      |

## Финал

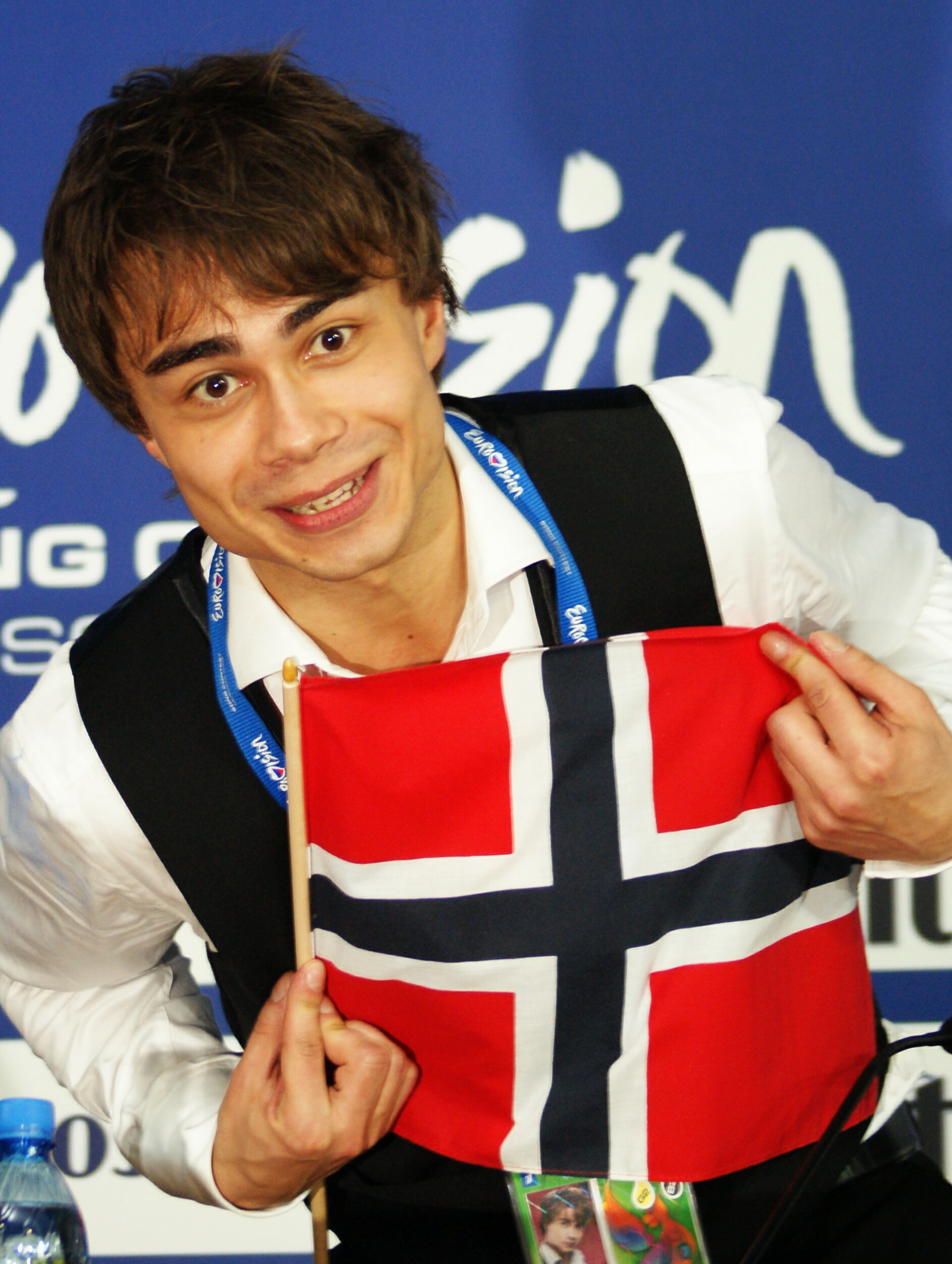
Александр Рыбак даёт пресс-конференцию в качестве победителя

По итогам жеребьёвки, состоявшейся после полуфинала, Александру достался 20-й порядковый номер выступления в финале. С учётом факта, что многие победители Евровидения по жребию выступали во второй половине финала, уверенность букмекеров в победе Рыбака лишь возросла: Рыбак возглавлял рейтинг фаворитов Евровидения по версии букмекеров непосредственно перед самим финалом, опережая представителей Греции и Великобритании. В день проведения финала (на 20:00 центральноевропейского времени) шведские букмекеры ставили Рыбака на первое место среди всех участников с коэффициентом 2,1. Британская букмекерская контора William Hill также ставила Рыбака на первое место в конкурсе, хотя газета The Guardian при этом не была до конца уверена в том, что зрители и жюри скандинавских стран единодушно поддержат Рыбака при наличии традиционно сильной заявки от Швеции. Перед финалом видеоклип на песню «Fairytale» собрал свыше 250 тысяч просмотров на YouTube, что было в два раза больше, чем у клипа на песню любой другой страны-участницы. Обозреватель спортивного канала At The Races Пол Джонс предположил, что за Александра Рыбака гарантированно отдадут голоса не только скандинавские страны, но и Восточная Европа (в том числе Беларусь, где родился Рыбак) и Ирландия (если только та не поставит высший балл Дании, конкурсную песню для которой написал ирландский композитор Ронан Китинг). 
Заключительные костюмированные репетиции состоялись 15 и 16 мая: по итогам последней репетиции жюри всех стран-участниц выставили свои оценки. Выступив под 20-м порядковым номером в финале, Александр одержал безоговорочную победу, набрав 387 очков в финале и принеся Норвегии третью в истории конкурса победу. Согласно данным телерадиокомпании NRK, финальное шоу всех конкурсантов посмотрели 2,011 млн телезрителей Норвегии (88% всей аудитории), что стало рекордом в истории норвежского телевидения: до этого рекордный по аудитории финал Евровидения датировался 1996 годом, когда конкурс прошёл в Осло. Однако во время оглашения результатов голосования аудитория ещё выросла до отметки 2,292 млн телезрителей.

### Голосование в финале
Согласно правилам конкурса Евровидение-2009, в голосовании участвовали и телезрители, и жюри, выставляя оценки по 12-балльной системе. Сумма баллов телезрителей и жюри складывалась и повторно переводилась в 12-балльную систему в зависимости от того, кто на каком месте находился из исполнителей. Однако у Норвегии произошли серьёзные технические неполадки с системой зрительского голосования, за которую отвечала телекоммуникационная компания Telenor, и в итоге в зачёт пошли только баллы от жюри Норвегии. Компания пообещала всем своим клиентам вернуть деньги за незасчитанные телефонные звонки и СМС: по данным газеты Aftenposten, норвежцы потратили 1,36 млн норвежских крон на голосование. Свои голоса Норвегия огласила последней из 42 участников. В состав жюри Норвегии, которое оценивало исполнителей, вошли следующие пять человек:
- Эллен Мари Стен (норв. Ellen Marie Steen) — журналистка радиостанции NRK P1
- Йорн Йохансен (норв. Jørn Johansen) — директор вещания радиостанции P4
- Элизабет Давидсен (норв. Elisabet Davidsen) — руководитель музыкальных проектов отдела культуры радиостанции NRK P2
- Арне Мартин Вистнес (норв. Arne Martin Vistnes) — журналист радиостанции Radio Norge
- Виви Стенберг (норв. Vivi Stenberg) — продюсер радиостанции NRK P3

| Очки      | Страна |
| --------- | --- |
| 12 баллов | - Беларусь - Дания - Эстония - Германия - Венгрия - Исландия - Израиль - Латвия - Литва - Нидерланды - Польша - Россия - Словения - Испания - Швеция - Украина |
| 10 баллов | - Андорра - Бельгия - Босния и Герцеговина - Кипр - Греция - Черногория - Сербия - Словакия - Великобритания                                                   |
| 8 баллов  | - Армения - Азербайджан - Хорватия - Финляндия - Франция - Ирландия - Северная Македония - Мальта - Молдова - Швейцария                                        |
| 7 баллов  | Албания |
| 6 баллов  | |
| 5 баллов  | - Португалия - Румыния |
| 4 балла   | |
| 3 балла   | - Чехия - Турция |
| 2 балла   | Болгария |
| 1 балл    | |

| Очки      | Страна         |
| --------- | -------------- |
| 12 баллов | Исландия       |
| 10 баллов | Азербайджан    |
| 8 баллов  | Дания          |
| 7 баллов  | Турция         |
| 6 баллов  | Германия       |
| 5 баллов  | Украина        |
| 4 балла   | Швеция         |
| 3 балла   | Молдова        |
| 2 балла   | Великобритания |
| 1 балл    | Франция        |